# 塩濱剛治
塩濱 剛治（しおはま たけじ、1959年3月30日 - ）は、日本の実業家。ロゼッタストーン日本法人代表取締役社長や、Uber日本法人代表取締役社長を務めた。

## 人物・経歴
兵庫県出身。大阪府立大学経済学部卒業。シカゴ大学ブース・スクール・オブ・ビジネス修了、MBA（経営学修士）。1990年A.T.カーニー入社。1997年アンダーセンコンサルティング入社。アスクル執行役員や、SAPジャパンディレクターを経て、2007年ロゼッタワールド代表取締役社長。
2013年ロゼッタストーン・ジャパン会長。同年Uber Japanの立ち上げにあたり、同社代表取締役社長就任。2015年サーベイモンキージャパンカントリーマネージャー。2016年インベスターズクラウド取締役、カウリス取締役、Apple取締役。2017年TATERU取締役。

## 著書
- 『外資系社長という選択－Uber日本法人を立ち上げた著者が初めて語る－』カナリアコミュニケーションズ 2018年